# Spelartrupper under sydamerikanska mästerskapet i fotboll 1919
Denna artikel innehåller samtliga Spelartrupper under sydamerikanska mästerskapet i fotboll 1919 som spelades i Rio de Janeiro, Brasilien 11-29 maj 1919.

## Spelartrupper
| Spelare                    | Klubb                         |
| -------------------------- | ----------------------------- |
| A. Barcos                  | Estudiantes                   |
| Enrique Brichetto          | Boca Juniors                  |
| Calomino                   | Boca Juniors                  |
| Roberto Castagnola         | Racing Club                   |
| Juan Germán Cilley         | San Isidro                    |
| Edwin Clarcke              | Porteño                       |
| Antonio Roque Cortella     | Boca Juniors                  |
| Miguel Faivre              | Gimnasia Y Esgrima (Rosario)  |
| Roberto Felices            | Gimnasia Y Esgrima (La Plata) |
| Carlos Isola               | River Plate                   |
| Carlos Izaguirre           | Porteño                       |
| José Laiolo                | River Plate                   |
| Alfredo Martín             | Boca Juniors                  |
| Pedro Martinez             | Huracán                       |
| Ernesto Mattozzi           | Estudiantil Porteño           |
| Juan Nelusco Perinetti     | Racing Club                   |
| Armando Reyes              | Racing Club                   |
| Nicolás Rofrano            | River Plate                   |
| Emilio Sande               | Porteño                       |
| Ernesto Scoffano           | Eureka                        |
| Eduardo Uslenghi           | Porteño                       |
| Förbundskapten: Ingen data |                               |

| Spelare                           | Klubb           |
| --------------------------------- | --------------- |
| Amilcar Barbuy                    | Corinthians     |
| Arlindo Corrêia Pacheco           | América         |
| Arnaldo Patusca Silveira          | Santos          |
| Bianco Spartaco Gambini           | Palestra Itália |
| Oscar Cyrillo Carregal            | Flamengo        |
| Dyonísio Álvaro dos Santos        | Ypiranga        |
| Agostinho Fortes Filho            | Fluminense      |
| Arthur Friedenreich               | Paulistano      |
| Galo                              | Flamengo        |
| Haroldo Pereira Domingues         | Santos          |
| Héitor Marcelino Domingos         | Palestra Itália |
| Laís                              | Fluminense      |
| Marcos Carneiro De Mendonça       | Fluminense      |
| Álvaro Martins                    | São Cristóvão   |
| Luiz Maia de B. Menezes           | Botafogo        |
| Adolpho Millon Júnior             | Santos          |
| Neco                              | Corinthians     |
| Luiz Bento Palamone               | Mackenzie       |
| Antônio Picagli                   | Palestra Itália |
| Píndaro De Carvalho Rodrigues     | Flamengo        |
| Sérgio Pereira                    | Paulistano      |
| Förbundskapten: Haroldo Domingues |                 |

| Spelare                      | Klubb                 |
| ---------------------------- | --------------------- |
| Telésforo Báez               | Santiago Wanderers    |
| Héctor Baeza                 | Santiago Wanderers    |
| Carlos Del Río               | Fernández Vial        |
| Aurelio Domínguez            | Artillero De Costa FC |
| Guillermo Frez               | La Cruz               |
| Alfredo France               | Estrella Del Mar      |
| Eufemio Fuentes              | La Cruz               |
| Francisco Gatica             | Eleuterio Ramírez FC  |
| Oscar González               | Artillero de Costa FC |
| Manuel Guerrero              | La Cruz               |
| Horacio Muñoz                | Fernández Vial        |
| Ulises Poirier               | La Cruz               |
| Víctor Varas                 |                       |
| Förbundskapten: Héctor Parra |                       |

| Spelare                           | Klubb                |
| --------------------------------- | -------------------- |
| José Benincasa                    | Peñarol              |
| Roberto Chery                     | Peñarol              |
| Juan Delgado                      | Peñarol              |
| Alfredo Foglino                   | Nacional             |
| Isabelino Gradín                  | Peñarol              |
| Rodolfo Marán                     | Nacional             |
| Ricardo Medina                    | Central              |
| Rogelio Naguil                    | Nacional             |
| José Pérez                        | Peñarol              |
| Omar Pérez                        | Montevideo Wanderers |
| Ángel Romano                      | Nacional             |
| Cayetano Saporiti                 | Montevideo Wanderers |
| Carlos Scarone                    | Nacional             |
| Héctor Scarone                    | Nacional             |
| Pascual Somma                     | Nacional             |
| José Vanzzino                     | Nacional             |
| Manuel Varela                     | Peñarol              |
| Alfredo Zibechi                   | Nacional             |
| Förbundskapten: Severino Castillo |                      |